# Arrebol (nube)

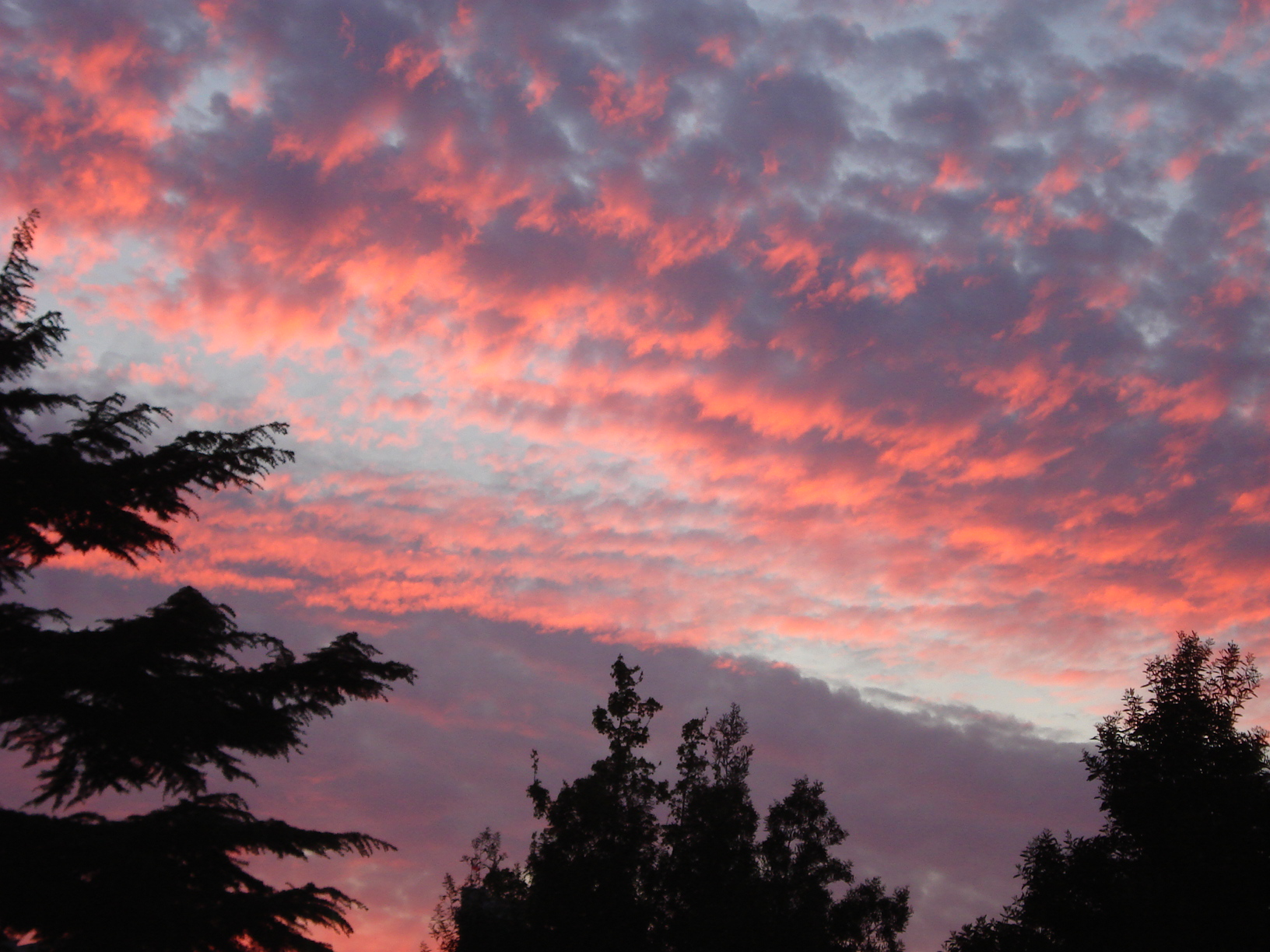
Arrebol

El arrebol es el color rojizo que se advierte en las nubes iluminadas por los rayos del Sol, especialmente al amanecer y a la caída de la tarde.

## Refranes
Existen varios refranes españoles que indican el diferente estado atmosférico anunciado por los arreboles, según la hora, según el clima y según la situación en la que aparecen, a saber:
- arreboles al anochecer, agua al amanecer
- arreboles al oriente, agua amaneciente
- arreboles a todos cabos, tiempo de los diablos
- arreboles de Aragón, a la noche con agua son
- arreboles de la mañana, a la noche son agua
- arreboles de la noche, a la mañana son soles
- arreboles de Portugal, a la mañana sol serán
- arreboles en Castilla, viejas a la cocina
- arreboles en Portugal, viejas a solear

## En la música
En la primera estrofa de la canción Peregrina, de Luis Rosado Vega:

Peregrina de ojos claros y divinos
y mejillas encendidas de arrebol,
mujercita de los labios purpurinos
y radiante cabellera como el sol....

En 1993, el reconocido músico colombiano Joe Arroyo lanzó la canción "Noches de Arreboles", incluida en su álbum "Fuego en mi mente". La canción es un homenaje a la belleza de los atardeceres tropicales, destacando la temática de los arreboles con la fusión característica de géneros como salsa y ritmos afrocaribeños.
La canción "Arrebol" del cantautor argentino Iván Giusti, fue escrita con base en este concepto.